# Серые мясные мухи
Серые мясные мухи, или саркофагиды (лат. Sarcophagidae) — семейство двукрылых насекомых. Насчитывает более 3000 видов, распространённых по всему миру. В Палеарктике — 500 видов, на территории России — около 300. Их научное название (от греч. σαρκο- — плоть, мясо и φάγος — пожиратель) указывает на их обыкновение размножаться на трупах хордовых животных.

## Биология
Этих двукрылых насекомых можно спутать с обычной комнатной мухой, но мясные мухи крупнее — 10—25 мм длиной (хотя и встречаются виды длиной всего 5—10 мм). Тело чаще всего окрашено в пепельно-серые тона с чёрными пятнами, полосами или шашечным рисунком; глаза обычно ярко-красные.
Самки мясных мух живородящи — рожают мелких личинок I стадии. Это даёт им преимущество перед падальными мухами, личинкам которых требуется до 24 часов для вылупления из отложенных яиц. Личинки разных видов мясных мух встречаются не только на разлагающемся мясе и падали, но и на гниющих фруктах, фекалиях, навозе и других разлагающихся органических веществах. Есть среди них паразиты насекомых и моллюсков. Известны виды, личинки которых живут в ранах млекопитающих (главным образом, овец), вызывая их изъязвления — миазы.
Для личинок мясных мух характерно внекишечное пищеварение. Изредка они поедают личинок других мух, а также личинок кузнечиков, жуков, улиток и гусениц (включая кольчатого коконопряда Malacosoma disstria).
Личинки проводят на мясе 5—10 дней, после чего перемещаются в почву, где окукливаются и превращаются во взрослых мух. Куколки мясных мух способны впадать в длительную спячку; так, личинки некоторых видов Sarcophaga осенью впадают в спячку и только поздней весной превращаются во взрослых мух. Взрослых мясных мух можно встретить на цветах. Их тело усеяно многочисленными длинными щетинками, на которые легко налипает пыльца, — таким образом мухи выступают в роли опылителей. Взрослые мухи живут 5—7 дней.
Мясные мухи — переносчики возбудителей некоторых инфекционных заболеваний (включая лепру). С другой стороны, уничтожая падаль, они играют важную роль санитаров природы.
Жизненный цикл мясных мух хорошо изучен, поэтому присутствие их личинок на трупах позволяет установить время смерти, что успешно применяется в криминалистике.
В тканях людей и животных паразитируют Wohlfahrtia magnifica, Wohlfahrtia nuba и североамериканский вид Wohlfahrtia vigil.

## Классификация
Семейство разделяют на три подсемейства 173 рода, 3094 вида:
- Miltogramminae около 600 видов[5]
- Paramacronychiinae около 100 видов[5]
- Sarcophaginae около 2300 видов[5]